# Leonid Kutchma
Leonid Danylovytch Kutchma (em ucraniano Леонід Данилович Кучма) GColIH (Chaikine, 9 de agosto de 1938) é um político ucraniano, foi segundo Presidente da Ucrânia de Julho de 1994 a Janeiro de 2005. Sucedeu-lhe Viktor Yushchenko.

## Biografia
Depois de uma carreira de sucesso na indústria de construção de máquinas da União Soviética, Kuchma iniciou sua carreira política em 1990, quando foi eleito para o Verkhovna Rada (o parlamento ucraniano); foi reeleito em 1994. Ele serviu como primeiro-ministro da Ucrânia entre outubro de 1992 e setembro de 1993.
Kuchma assumiu o cargo após vencer a eleição presidencial de 1994 contra seu rival, o atual presidente Leonid Kravchuk. Kuchma foi reeleito para um mandato adicional de cinco anos em 1999. A corrupção acelerou após a eleição de Kuchma em 1994, mas em 2000-2001, seu poder começou a enfraquecer diante das exposições na mídia. A administração de Kuchma iniciou uma campanha de censura da mídia em 1999, levando à prisão de jornalistas, à morte de Georgiy Gongadze e ao subsequente escândalo do cassete e protestos em massa. A economia ucraniana continuou a declinar até 1999, enquanto o crescimento foi registrado desde 2000, trazendo relativa prosperidade para alguns segmentos de residentes urbanos. Durante sua presidência, os laços ucraniano-russos começaram a melhorar.
Kuchma se recusou a buscar um terceiro mandato, em vez de apoiar o candidato do Partido das Regiões, Viktor Yanukovych, nas eleições de 2004. Após protestos públicos sobre a suposta fraude eleitoral que se transformou na Revolução Laranja, Kuchma assumiu uma postura neutra e foi um mediador entre Viktor Yushchenko e Viktor Yanukovych. Entre 2014 e 2020, Kuchma foi um representante presidencial especial da Ucrânia nas quase negociações de paz sobre a guerra em andamento em Donbass.

O legado de Kuchma provou ser controverso e ele foi descrito como autoritário por várias fontes. A corrupção generalizada e a censura da mídia sob a administração de Kuchma continuam a ter um impacto na Ucrânia hoje, e ele foi acusado de promover oligarquismo.